# Bolbosoma capitatum
Bolbosoma capitatum är en hakmaskart som först beskrevs av Otto Friedrich Bernhard von Linstow 1880.  Bolbosoma capitatum ingår i släktet Bolbosoma och familjen Polymorphidae. Inga underarter finns listade i Catalogue of Life.